# Harrison, Quận Grant, Wisconsin
Harrison là một thị trấn thuộc quận Grant, tiểu bang Wisconsin, Hoa Kỳ. Năm 2010, dân số của thị trấn này là 479 người.